# Beim Reutwald
Das Naturschutzgebiet Beim Reutwald wurde vom Regierungspräsidium Karlsruhe am 27. November 1991 durch Verordnung ausgewiesen. Es liegt auf dem Gebiet der Gemeinde Kraichtal im Landkreis Karlsruhe.

## Lage und Beschreibung
Das Naturschutzgebiet liegt südlich des Ortsteils Unteröwisheim am Nordrand eines größeren Waldgebiets. Es gehört naturräumlich zum Kraichgau. 
Es wird geprägt durch mageres Grünland (Halbtrockenrasen und magere Mähwiesen), Stufenraine und Feldhecken. Es stellt einen Ausschnitt der für das Kraichgau typischen Lößterrassenlandschaft dar.

## Schutzzweck
Der wesentliche Schutzzweck ist laut Schutzgebietsverordnung „die Sicherung einer kleinräumig gegliederten kraichgautypischen Lößterrassenlandschaft mit Stufenrainen, Hecken, Halbtrockenrasen und noch genutzten Flächen als Lebensraum für eine reichhaltige Tier- und Pflanzenwelt mit zum Teil seltenen und gefährdeten Arten.“